# NY1 Noticias
NY1 Noticias (pronunciado "New York One Noticias") es un canal de televisión por cable de noticias en español, que transmite para los cinco boroughs de Nueva York. Está disponible para los clientes en los canales 95 y 801 de los sistemas DTV: Digital Television y DTV en Español de Charter Spectrum. Inició sus transmisiones a la 8:01 p. m. el 30 de junio de 2003.
NY1 Noticias cubre informaciones generales de Nueva York al igual que su contraparte en inglés (NY1) pero también posee cobertura en profundidad de asuntos que impactan directamente en los neoyorquinos hispanos tales como inmigración, salud pública y asuntos comunitarios.
En 2008 inició la emisión en los fines de semana del programa Las noticias de la República Dominicana, con informaciones sobre el país caribeño.
En 2005, inició la emisió semanal del programa de política, Pura Política, que es presentado por el reportero Juan Manuel Benítez.
En 2021, inició la emisió semanal del programa sobre inmigración, El Abogado a tu Lado, con el abogado de inmigración, Luis Gómez Alfaro.
En 2022, inició la emisió semanal de su primer podcast, Inmigración con NY1 Noticias, copresentado por Carlos Rajo y el abogado de inmigración, Luis Gómez Alfaro.

## Equipo

### Actual
- Juan Manuel Benítez - presentador y reportero[5]
- Philip Klint - presentador[6]
- Julio César García - presentador[7]
- Patsi Arias - presentadora[8]
- Birmania Ríos - reportera[9]
- Yenniffer Martínez - reportera[10]
- Roberto Lacayo - director de noticias
- Esteban Creste - editor
- Carlos Rajo - editor digital

### Anterior
- Adriana Hauser - presentadora
- Carleth Keys - presentadora
- Jonathan Inoa - reportero
- José Díaz- - reportero
- Adhemar Montagne - presentador
- Luz Plasencia - reportera
- Alejandra Soto - presentadora y reportera